# 위 성공 (정)
위 성공(衛成公, ? ~ 기원전 600년)은 중국 춘추 시대 위나라의 임금으로, 이름은 정(鄭)이다.

## 사적
문공 25년(기원전 635년), 문공이 죽자 위후가 되었다.
초나라와 새로이 인척 관계를 맺어, 성공 3년(기원전 632년), 진나라에서 초나라에 포위된 송나라를 구원하고 조나라를 치기 위해 길을 빌려줄 것을 청하자, 거절했다. 또 진나라가 송나라를 구원하면서 위나라에도 군사를 모아줄 것을 청했고 대부들도 진나라의 요청을 허락해 달라고 말했으나 듣지 않았다. 이 때문에 진나라의 공격을 받아 오록을 빼앗겼다.
뒤늦게서야 진나라와 동맹을 맺으려 했으나 진나라는 거절했고, 초나라 편에 서려고 했으나 위나라 국인들이 이를 따르지 않았다. 대부 원훤(元咺)에게 쫓겨나 양우(襄牛)에 거주했다. 성복 전투에서 초나라가 패배하자 진(陳)나라로 달아났고, 원훤을 진나라로 보내 아우 숙무를 받들어 천토의 맹에 참석하게 했다. 원훤이 숙무를 위후로 세웠다는 말을 들어 자신을 수행하는 원훤의 아들 각(角)을 죽였다. 숙무와 원훤이 천토의 맹에 참석해 진나라에서는 6월에 성공을 복위시켰는데, 성공은 숙무를 믿지 못해 정해진 때보다 먼저 들어갔다. 영무자(寗武子)가 위후보다 먼저 들어가서 국인들을 안정시키려고 했는데 성문을 지키는 장장(長牂)이 영무자가 위후의 선발대가 아니라 위후가 보낸 사자인 줄 알고 영무자와 함께 성 안으로 들어갔다. 성문을 지키는 사람이 없어, 성공의 전구를 공자 천견(歂犬)과 화중(華仲)이 맡았는데, 숙무가 성공을 맞이하기 위해 달려나오자 전구가 숙무를 쏴 죽였다. 성공은 숙무의 다리를 베고 통곡했고 공자 천견은 두려워 달아나려 하니 성공이 그를 죽이게 했다.
원훤은 진나라로 달아나 숙무가 죽은 것을 가지고 위 성공과 송사를 벌였고, 위 성공은 제후이므로 배신인 원훤과 직접 송사를 벌이지 않고 영무자·침장자(鍼莊子)·사영(士榮)을 대리인으로 삼아 송사했다. 위 성공이 져 진 문공은 위 성공을 주나라로 보내 가두고 원훤은 귀국해 공자 적(適), 곧 자하(子瑕)를 위후로 세웠다.
2년 후, 성공은 위나라로 돌아와 복위했다. 다시 개원하지 않고 이해를 성공 5년으로 삼았다. 좌전에 따르면, 성공은 귀국하기 전 주천(周歂)과 야근(冶廑)에게 경(卿)의 자리를 약속하고 공자 하와 원훤을 제거하도록 유인했고, 주천과 야근이 공자 하와 원훤을 죽이자 귀국했다. 그러나 사기에 따르면 공자 하는 죽지 않았고 성공이 돌아오자 출분했다.

## 가계
- 위 문공
  - 위 성공
    - 위 목공

  - 숙무
  - 공자 하